# نادي خدمات رفح موسم 2019–20
نادي خدمات رفح موسم 2019–20 هو الموسم الرابع عشر له منذ تأسيس الدوري الفلسطيني الممتاز لقطاع غزة وفي هذا الموسم توج بالدوري السادس له أو كما يقولون مشجعي النادي المجد السادس وهو الرقم القياسي في الدوري.

## البطولات

### نظرة عامة
| المنافسة                       | أول مباراة     | آخر مباراة     | الدور الافتتاحي | المركز النهائي | السجل | السجل | السجل | السجل | السجل | السجل | السجل | السجل   |
| المنافسة                       | أول مباراة     | آخر مباراة     | الدور الافتتاحي | المركز النهائي | لعب   | ف     | ت     | خ     | له    | عليه  | ف.أ.  | الفوز % |
| ------------------------------ | -------------- | -------------- | --------------- | -------------- | ----- | ----- | ----- | ----- | ----- | ----- | ----- | ------- |
| دوري غزة الممتاز               | 1 سبتمبر 2019  | 10 مارس 2020   | الإسبوع الأول   | الفائز         | 22    | 12    | 8     | 2     | 38    | 16    | +22   | 054٫55  |
| كأس غزة                        | 11 يناير       | 30 يونيو 2020  | دور ال32        | دور ال16       | 2     | 1     | 0     | 1     | 4     | 3     | +1    | 050٫00  |
| كأس السوبر الفلسطيني لقطاع غزة | 15 نوفمبر 2020 | 15 نوفمبر 2020 | النهائي         | الوصيف         | 1     | 0     | 1     | 0     | 0     | 0     | +0    | 000٫00  |
| المجموع                        | المجموع        | المجموع        | المجموع         | المجموع        | 25    | 13    | 9     | 3     | 42    | 19    | +23   | 052٫00  |

المصدر: المنافسات

### الدوري الفلسطيني الممتاز لقطاع غزة
| م | الفريق            | لعب | ف  | ت  | خ | أ.له | أ.ع | أ.ف | نقاط | التأهل أو الهبوط            |
| - | ----------------- | --- | -- | -- | - | ---- | --- | --- | ---- | --------------------------- |
| 1 | خدمات رفح         | 22  | 12 | 8  | 2 | 40   | 16  | +24 | 44   | بطل ويتأهل إلى كأس سوبر غزة |
| 2 | خدمات الشاطئ      | 22  | 7  | 13 | 2 | 31   | 27  | +4  | 34   |                             |
| 3 | اتحاد الشجاعية    | 22  | 8  | 9  | 5 | 28   | 28  | 0   | 33   |                             |
| 4 | بيت حانون الرياضي | 22  | 8  | 8  | 6 | 24   | 21  | +3  | 32   |                             |
| 5 | شباب جباليا       | 22  | 6  | 13 | 3 | 28   | 19  | +9  | 31   |                             |

### كأس فلسطين لأندية قطاع غزة
| دور ال32 | خدمات رفح | 2–0 | أهلي بيت حانون |  |

| دور ال16 | خدمات رفح | 2–3 | اتحاد الشجاعية |  |

### كأس السوبر الفلسطيني للمحافظات الجنوبية
|                                           | خدمات رفح | 0–0 (3–4 ج) | شباب رفح |  |
| ملاحظة: لم يحدد موعد المباراة لهذه اللحظة |           |             |          |  |